# Vashkivtsi
Vashkivtsi (em ucraniano:   Вашківці; em romeno:  Vășcăuți; em russo:   Вашковцы; em alemão:   Waschkautz) é uma cidade da Ucrânia, situada no Oblast de Chernivtsi. Tem 6,8 km² de área e sua população em 2020 foi estimada em 5.353 habitantes.